# La Vileta
La Vileta ist ein Ort der spanischen Gemeinde Isábena in der Provinz Huesca in Aragonien. Der Ort befindet sich östlich von Serraduy.

## Geschichte
Im Jahr 1977 wurde die selbständige Gemeinde Serraduy mit La Vileta in die 1964 gebildete Gemeinde Isábena eingegliedert.

## Sehenswürdigkeiten
- Romanische Ermita de la Virgen de la Feixa, erbaut im 11. Jahrhundert (Bien de Interés Cultural)
- Casa del Ermitaño (Bien de Interés Cultural)

## Weblinks

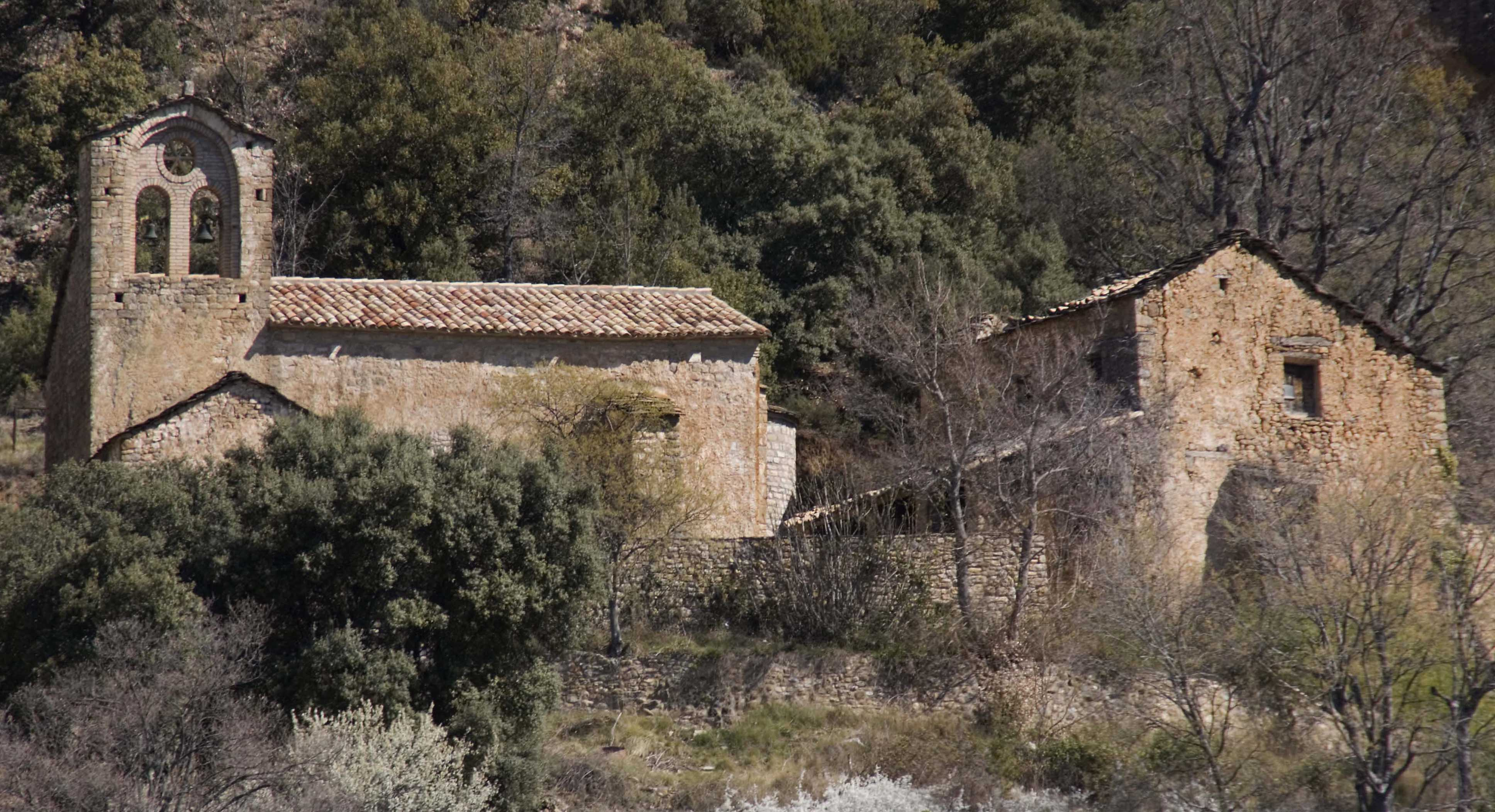
Ermita de la Virgen de la Feixa